# Hyperythra lala
Hyperythra lala là một loài bướm đêm trong họ Geometridae.